# 南卡尼斯蒂奧 (紐約州)
南卡尼斯蒂奧（英語：South Canisteo）是位於美國紐約州斯托本縣的非建制地區。

## 歷史
南卡尼斯蒂奧的郵局於1878年設立，其後於1933年停運。

## 地理
南卡尼斯蒂奧所處的海拔為高於海平面451米（即1480英呎），而該地所採用的時區為UTC-5，即北美东部时区（EST）。同時該地設有夏令時間，為UTC-5調快一小時，即UTC-4（EDT）。